# Řád svatého Řehoře Velikého
Papežský rytířský řád sv. Řehoře Velikého (italsky: L'Ordine Equestre Pontificio di San Greogorio Magno (Ordine di S. Gregorio Magno)) je jeden z pěti řádů, které jsou udělovány přímo Svatým stolcem. Řád ustavil roku 1831 papež Řehoř XVI. Řád je udělován věrným a zasloužilým mužům vzorné pověsti, kteří se zasloužili o „dobro společnosti, církve a Svatého stolce“. Členové řádu mají právo vjet v sedle dovnitř baziliky sv. Petra ve Vatikánu (toto právo již dlouhou dobu nikdo z rytířů ani dam řádu nevyužil). Rytířům je zaručeno privilegované místo během papežských procesí i při jiných obřadech. Od roku 1994 mohou řád obdržet také ženy. Švýcarská garda je povinna řádovým rytířům salutovat.
Heslem řádu je Pro Deo et Principe (Pro Boha a vládce).

## Řádová insignie
Odznakem řádu je osmihrotý, zlatý červeně smaltovaný kříž, se středovým medailonem, který na aversu nese podobiznu sv. Řehoře Velikého s opisem S. GREGORIUS MAGNUS, na reversu nese řádové heslo PRO DEO ET PRINCIPE a v opisu GREGORIUS XVI. P. M. ANNO I. Civilní kříže jsou převýšeny zeleným věncem, vojenské kříže zlatou zbrojí, nosí se zavěšeny na červené stuze se zlatým okrajem.

## Řádová uniforma
Rytíři civilního stavu mohou nosit řádovou uniformu, tmavě zelený (odstín je označován jako myrtová zeleň) klasicistní frak lemovaný a vyšívaný stříbrem se vzorem dubových listů, černý dvourohý klobouk s papežskou kokardou a kord; rytíři stavu vojenského řádový kříž zavěšují na svou služební uniformu. Členky řádu uniformu nenosí. V poslední době se však zejména v anglosaském světě objevují (po vzoru Řádu Božího hrobu) pláště dam sv. Řehoře, které jsou tmavě zelené a na levé straně hrudi nesou vyobrazení řádového kříže.

## Rozdělení
Řád má 4 třídy, jak civilní, tak vojenské.
- Rytíř / Dáma velkokřižník první třídy
- Rytíř / Dáma komandér s hvězdou
- Rytíř / Dáma komandér
- Rytíř / Dáma

## Čeští držitelé řádu

### Rytíř velkého kříže
- Josef Václav Radecký z Radče

### Rytíř komandér s hvězdou
- 1929 JUDr. Mořic Hruban[4]
- 1937 JUDr. Jan Jiří Rückl[4]
- 1938 JUDr. Artur Maixner[4]
- 2019 PhDr. Jiří Pořízka (1992 komandér)[4]

### Rytíř komandér
- 1941 Arnošt Bedřich Rolný[4]
- PhDr. Hugo Rokyta[4]
- 2006 prof. Ing. Ivan Wilhelm, CSc., dr. h. c. mult.[4]
- 2010 Jindřich Forejt[5]
- 2015 PhDr. Milan Novák (rytíř 2009)[6]
- 2017 Jan Josef IV. Dobrzenský[7]
- 2017 Ing. Karel Štícha[8]
- 2018 JUDr. Jan Kotous [9]
- 2024 Mgr. Josef Kořenek (rytíř 2010)

### Rytíř
- MUDr. Bohuslav Jiruš (dochován ve sbírce Národního muzea[10])
- JUDr. František Alois Šrom[11]
- Dr. Eduard Jelen[4]
- Dr. Václav Pallier[4]
- Dr. Hanuš Reiser[4]
- Dr. Hendrych Müller[4]
- Dr. Arnošt Roztočil[4]
- Dr. Čeněk Šoferle[4]
- 1888 Josef Mocker[12]
- 1897 Josef Kohn[13] (otec arcibiskupa Theodora Kohna)
- Vincenc Prasek
- 1927 Josef Brach[14]
- 1929 Ing. arch. Kamil Hilbert[4]
- 1940 JUDr. Rudolf Mlynář[15]
- 1987 Alfons Ferdinand Pořízka z Jestřebí[4]
- 2001 prof. Lubomír Mlčoch
- 2003 Jaroslav Macek
- 2006 Zdeněk Zelený[4]
- 2010 Ing. Petr Zelenka[16]
- 2010 Mgr. Josef Kořenek
- 2011 MUDr. Milan Zbořil[17]
- 2011 Petr Mikula[17]
- 2012 Antonín Klouda[18]
- 2015 prof. Jan Royt[19]
- 2015 prof. Jiří Kuthan[19]
- 2017 Jiří Uher
- 2017 Jan Štěpančík
- 2017 Miloš Blažek[8]
- 2017 Mgr. Radim Ucháč[8]
- 2019 doc. Ing. Rudolf Pohl, CSc.[20]
- 2019 Ing. Zdeněk Miketa[21]
- 2019 Ing. Václav Kotásek[22]
- 2021 RNDr. Pavel Čížek[23]
- 2022 prof. Karel Malý[24]
- 2022 PhDr. Karel Kavička
- 2022 Ing. Jaroslav Němec[25]
- 2022 Zdeněk Bergman (1970)
- 2024 PhDr. Jaroslav Šturma[26]

### Dáma
- 2001 Olga Kopecká-Waleská[4]
- 2004 Marie Tereza Cifaldi[4][27]
- 2010 prof. PhDr. Zdeňka Hledíková, CSc.[28]
- 2019 Ing. Marta Hrušková[29]
- 2024 CSILic Monika Klimentová.